# Llanymynech
Llanymynech – wieś położona na granicy Anglii, Walii oraz hrabstw Shropshire i Powys. Leży 25 km na zachód od miasta Shrewsbury i 247 km na północny zachód od Londynu. W 2001 miejscowość liczyła 887 mieszkańców.